# Vila i mig
Vila i mig är en svensk psalm med text skriven 1977 av författaren Eva Nyberg Fast och musiken är skriven 1975 av sångaren Åke Edvinsson. Båda var medlemmar i sånggruppen Fjedur från Malung och Rättvik. Psalmens text bygger på Matteusevangeliet 11.29.

## Publicerad i
- Sjung till vår Gud som nummer 168.[1]
- EFS-tillägget 1986 som nummer 751 under rubriken "Att leva av tro: Stillhet – meditation".[1]
- Psalmer och Sånger 1987 som nummer 567 under rubriken "Att leva av tro - Stillhet - meditation".[2]
- Verbums psalmbokstillägg 2003 som nummer 755 under rubriken "Att leva av tro: Stillhet - meditation".[1]
- Ung psalm 2006 som nummer 238 under rubriken "Håll om mig – tårar, tröst och vila".[3]
- Sång i Guds värld Tillägg till Svensk psalmbok för den evangelisk-lutherska kyrkan i Finland 2015 som nummer 920 under rubriken "Stillhet och meditation",